# Bronmosfamilie
De bronmosfamilie (Fontinalaceae) is een familie van mossen behorend tot de orde Hypnales. Het bestaat bijna uitsluitend uit mossen die ondergedompeld in water leven. De andere soorten hebben in ieder geval zeer natte standplaatsen nodig. Het zijn vrij grote, vaak 20–30 cm lange, drijfplanten.
Doordat de topcel van de leden van bronmosfamilie tijdens de groei niet roteert, is het originele drierijige blad bewaard gebleven. De bladeren zijn meestal puntig of ovaal en scherp gekield.
Omdat veel soorten graag in snelstromend water groeien, produceren ze slechts zeer zelden sporogonen, omdat de kans op bevruchting door de zwemmende spermatozoïden erg klein zou zijn. Sporogonen wordt alleen gevormd in kalm water. Voortplanting vindt plaats via gescheurde takken en stammen.

## Geslachten
Die familie omvat drie geneara:
- Brachelyma
- Dichelyma
- Fontinalis

In Europa komen twee geslachten voor namelijk Dichelyma o.a. Dichelyma camilaceum en Fontinalis o.a. Fontinalis antipyretica.